# Collégiale Saint-Pierre-et-Saint-Paul et Palais Delphinal de Saint-Donat
L'ancienne Collégiale Saint-Pierre-et-Saint-Paul et le Palais Delphinal sont des monuments situés dans la commune de Saint-Donat-sur-l'Herbasse dans la Drôme des collines.

## Histoire
En 732, Corbus, l'évêque de Grenoble, se réfugia à Jovinzieu (l'ancien nom de la commune) lors d'une attaque de Sarrasins. Il y apporta les reliques de l'ermite saint Donat, originaire d'Orléans et mort au début du VIe siècle. Corbus et ses successeurs firent construire un palais et une église dédiés à saint Donat. Jovinzieu changea alors de nom pour devenir Saint-Donat. 
Les évêques de Grenoble se succèdent à Saint-Donat pendant environ deux cents ans jusqu'à ce que les Sarrasins se retirent. Ils confient alors Saint-Donat à des Chanoines de Saint-Augustin. Pendant plusieurs siècles, l'évêché de Grenoble et l'archevêché de Vienne vont se « disputer » Saint-Donat jusqu'à un accord au milieu du XIIIe siècle où Saint-Donat réintègre l'archevêché de Vienne. 
L'église fut pillée en 1562 pendant les guerres de religion et les reliques de saint Donat disparurent à cette époque. 
En 1603, le prieur Jean Chosson cède ses droits aux Jésuites de Tournon qui laissent les bâtiments à l'abandon malgré les efforts de quelques chanoines.
À la Révolution en 1790, le chapitre ne comportait plus que trois chanoines fort pauvres qui quittèrent les lieux. En 1793 la municipalité rachète les lieux.
La collégiale bénéficie de multiples protections au titre des monuments historiques : classement en 1906 et inscriptions en 1926 et 1956.

## Constructions
La collégiale a subi de nombreuses modifications au cours du temps. Le clocher-porche fut remanié en 1618 après un violent orage. Le chœur et les deux chapelles de l'église furent remaniés aux XIVe et XVe siècles, quant à la nef, elle fut entièrement reconstruite entre 1939 et 1940. L'orgue a été construit entre 1968 et 1971 par le maître-facteur d'orgue Curt Schwenkedel et sous le contrôle de l'organiste et musicologue Marie-Claire Alain, spécialement pour jouer la musique de Jean-Sébastien Bach.
À l'intérieur du cloître se trouvent un puits et une statue représentant saint Donat repoussant le dragon qui terrorisait la ville selon une légende. Elle a été construite par l'artiste Jean-Louis Fournier.

## Panorama

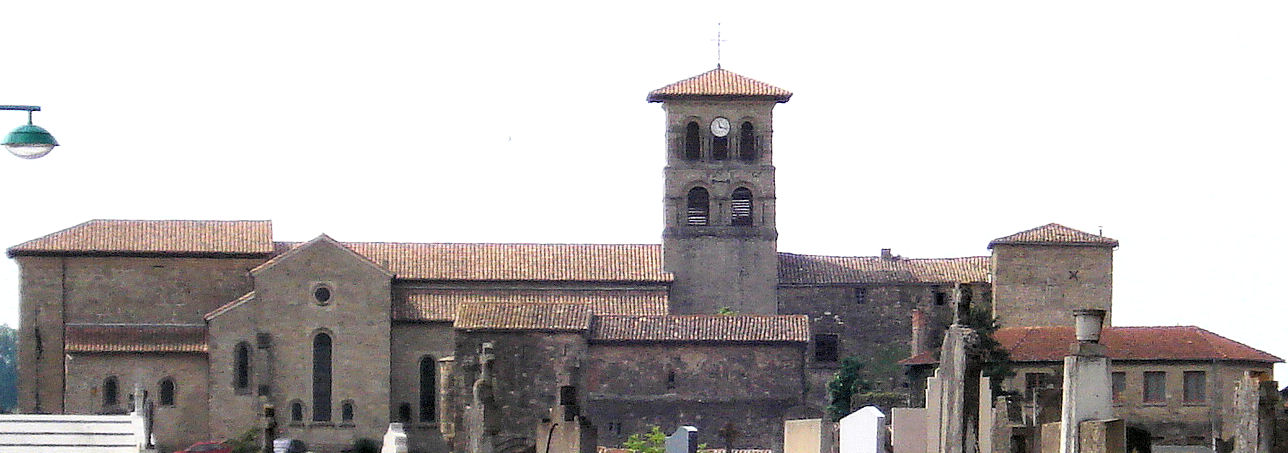

## Galerie

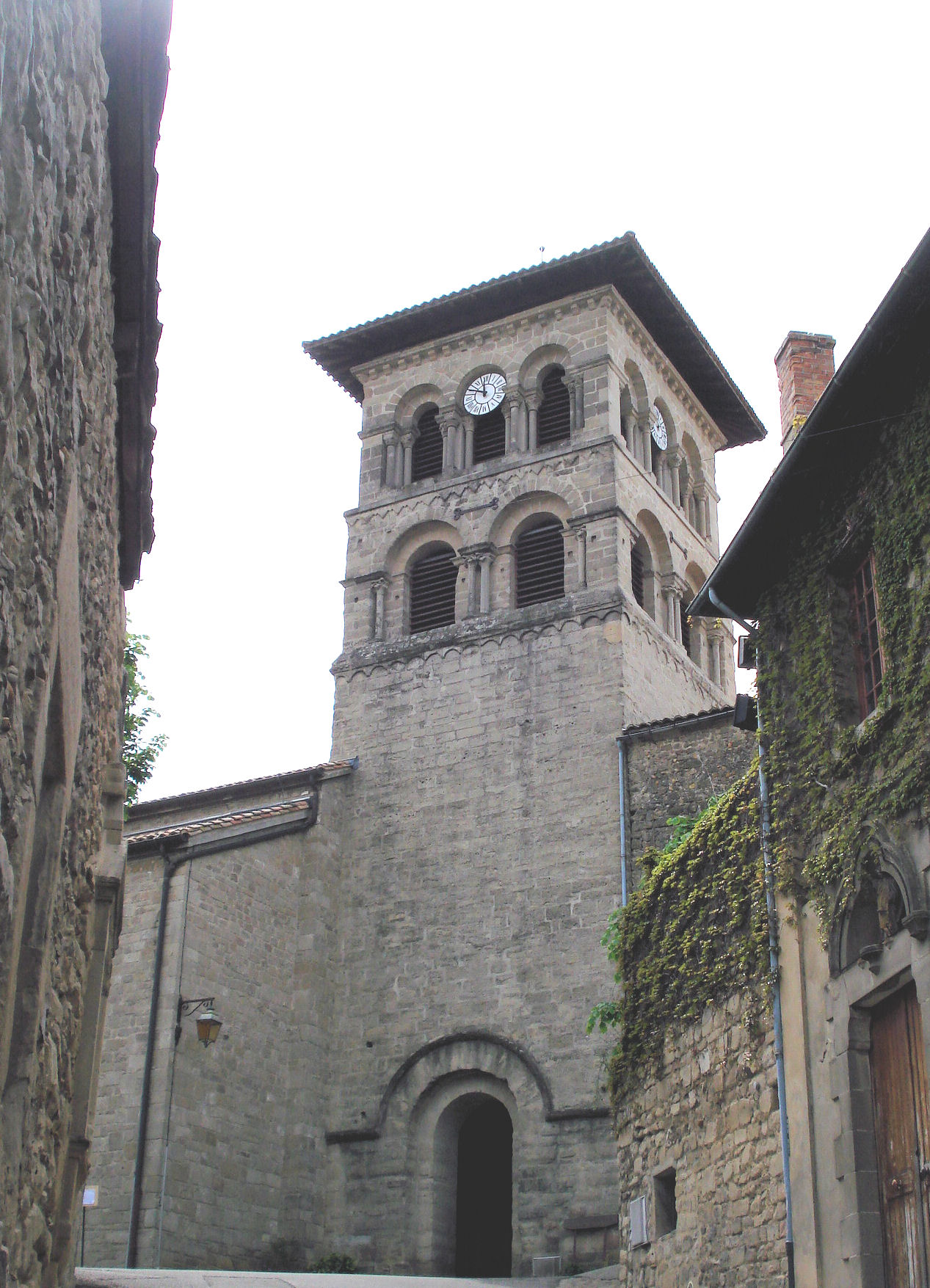
Collégiale
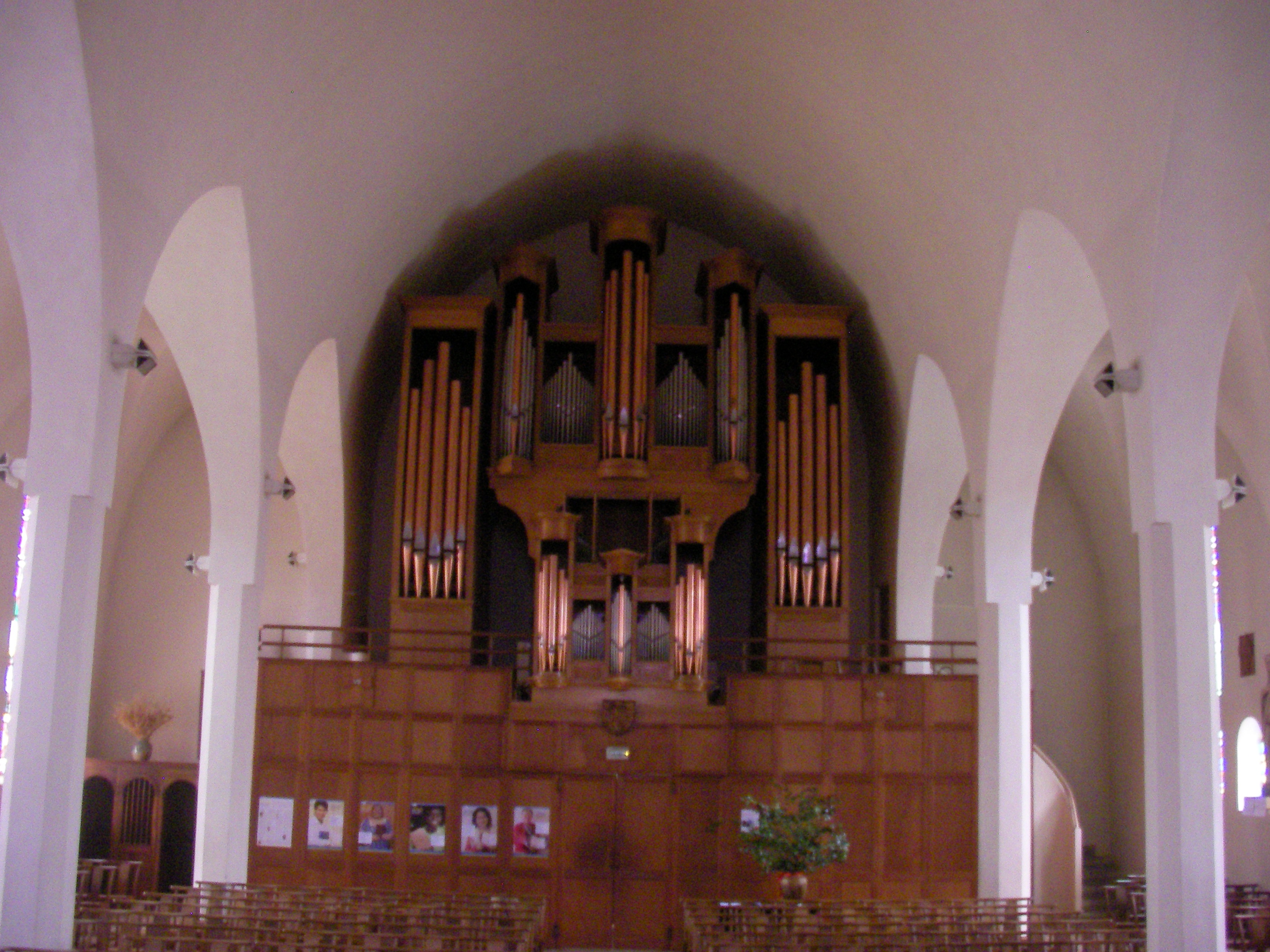
l'orgue de la Collégiale
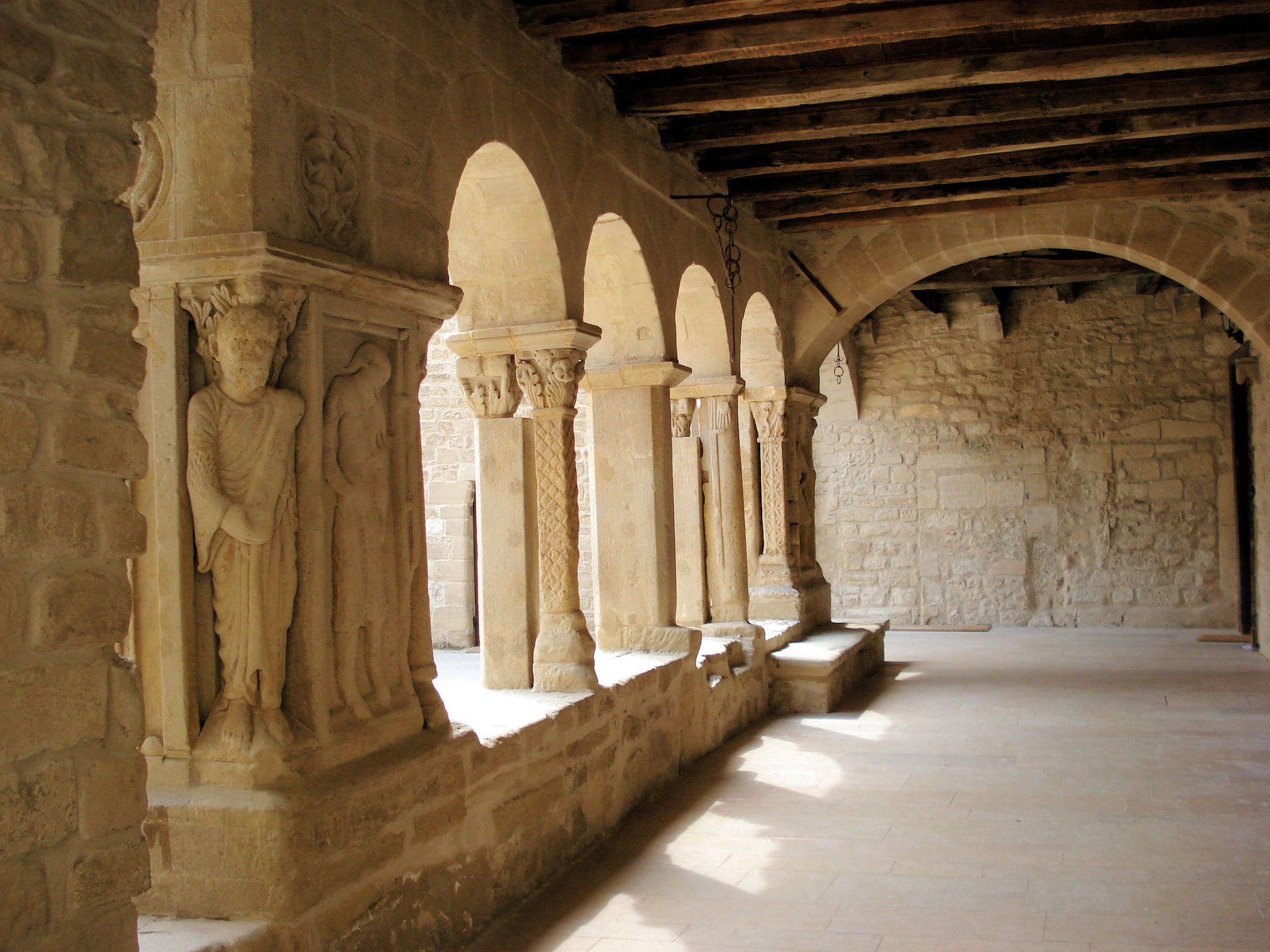
cloître
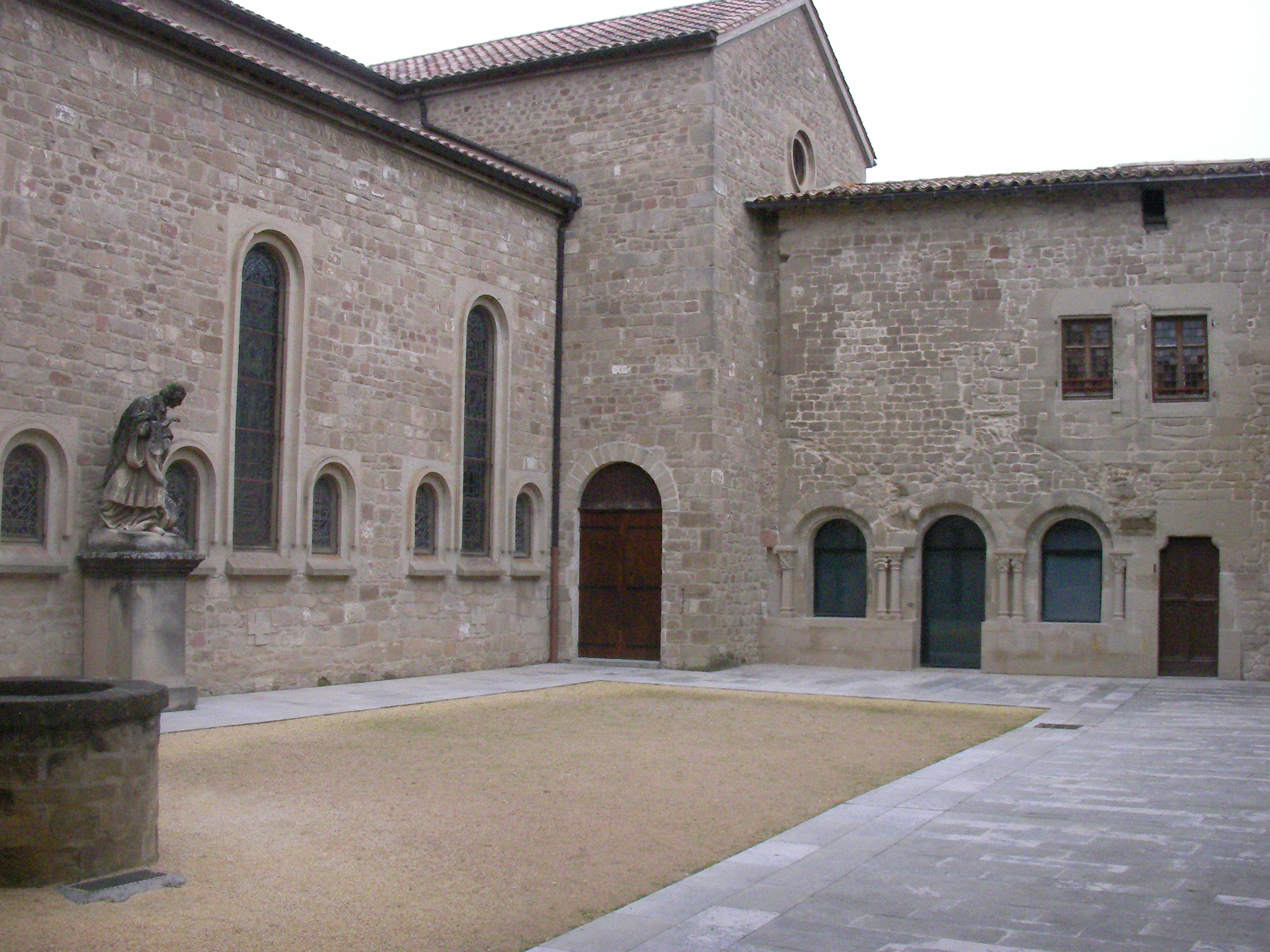
le cloître
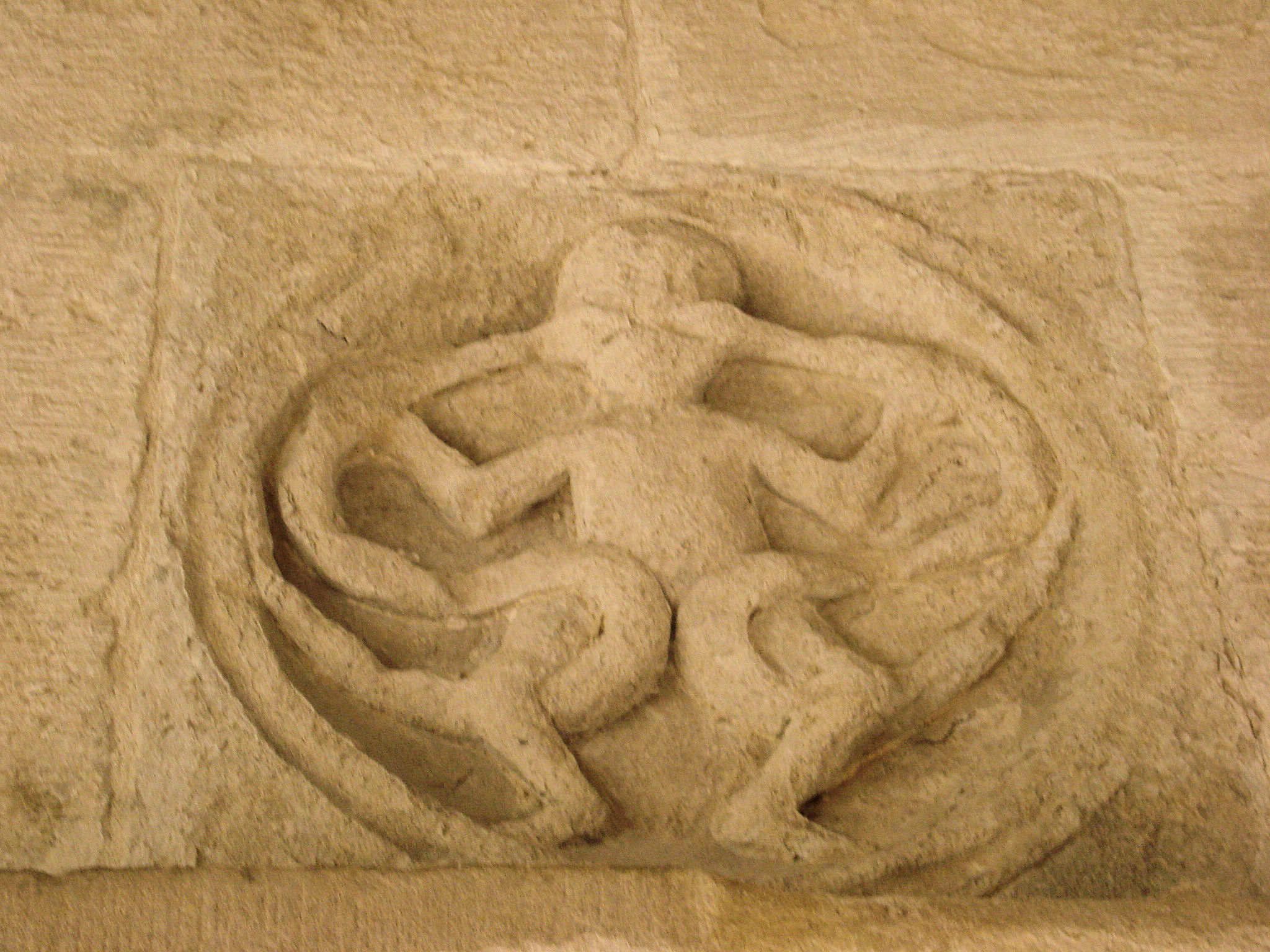
détail du cloître
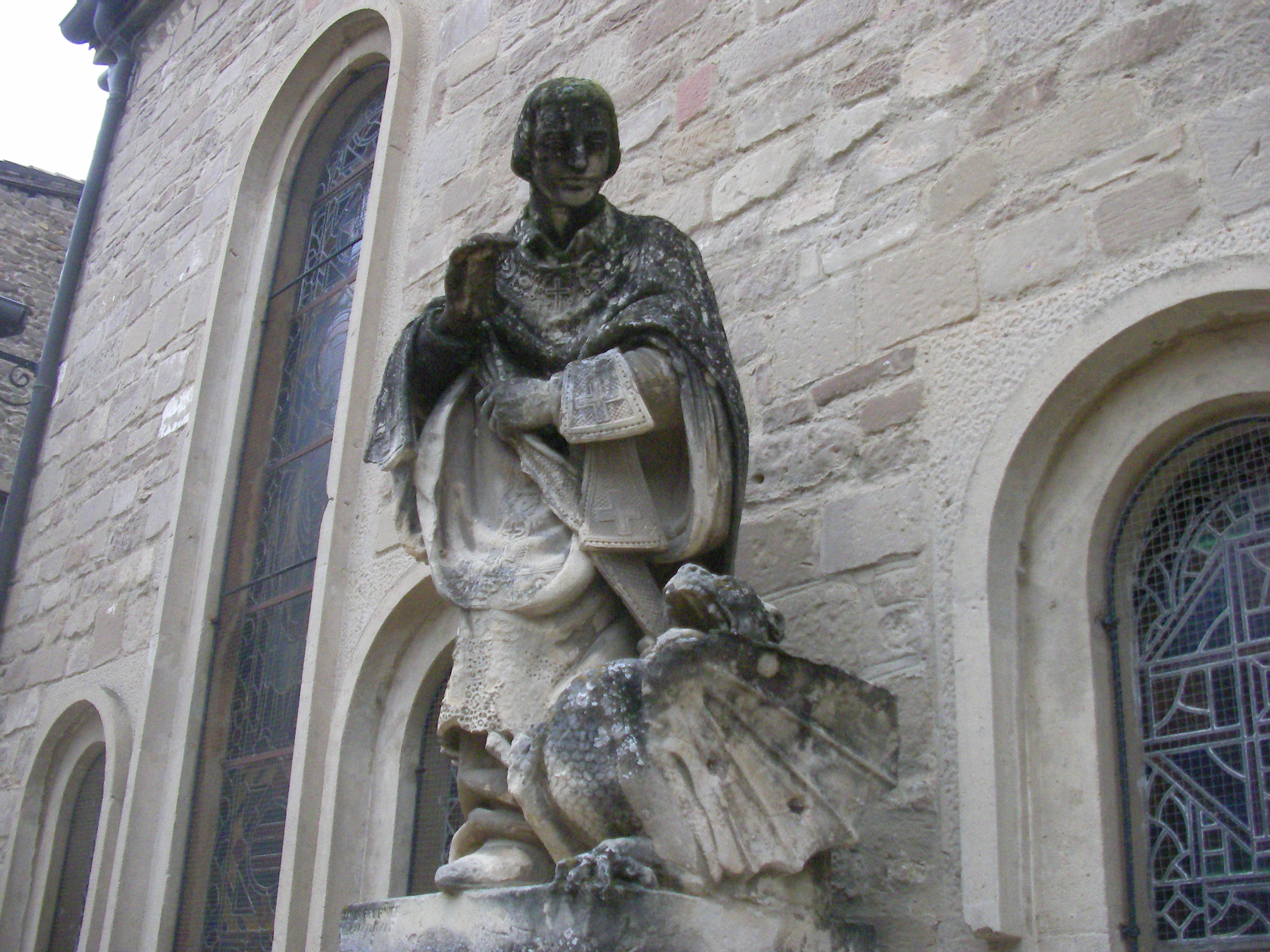
Saint Donat repoussant le dragon

## Événements
- Festival international Jean-Sébastien Bach de Saint-Donat-sur-l'Herbasse